# Casimiro Sainz Saiz
Casimiro Sainz Saiz (Matamorosa, 4 de març de 1853 - Madrid, 19 d'agost de 1898) va ser un pintor espanyol, destacat pels seus paisatges i escenes d'interiors.

## Biografia

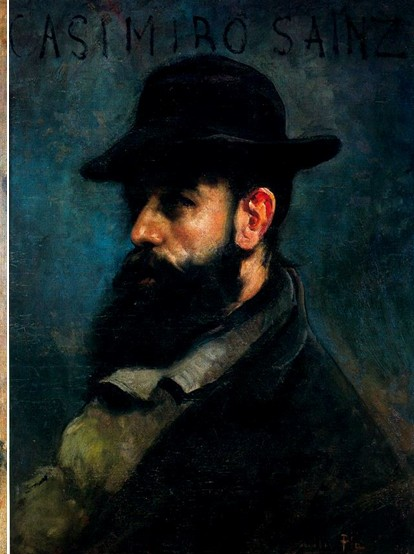
Casimiro Sainz retratat per Cecilio Pla Gallardo

Fill de Francisco Sáinz Martínez, veterinari burgalès que es va casar a Matamorosa (Campoo de Enmedio, a Cantàbria) amb Plácida-Ignacia Saiz Mantecón. Era l'últim dels deu fills del matrimoni. La seva mare va morir de còlera als onze mesos del naixement de Casimiro. Va ser oncle de antropòleg Luis de Hoyos Sainz.
Als tretze anys (1866), va ser enviat a Madrid, a treballar en el negoci d'ultramarins del seu cunyat. Allà rep les primeres classes de dibuix. Per problemes físics, es veu impossibilitat per treballar i torna a Matamorosa. Als disset anys, gràcies a una beca de la Diputació de Santander, torna a Madrid per a estudiar a l'Escola de Belles Arts de San Fernando, sent els seus mestres, entre d'altres, Vicente Palmaroli i Carlos de Haes. A Madrid va fer amistat amb el pintor Manuel Fernández Carpio, que es convertirà en el seu fidel amic fins a la seva mort.
Pinta molt els voltants de la capital espanyola amb autèntic esperit plenairista i una febre creadora propera a l'alienació, (detalls que acosten la seva imatge a la d'un Van Gogh). També va viatjar, entre 1875 i 1881, per Toledo, Àvila i Segòvia. El 1881 es va premiar un treball seu presentat a l'Exposició Nacional, però Fernández Carpio i la seva família han de traslladar-lo a Matamorosa per problemes de salut psíquica i físca. A la seva Montaña natal es restableix i pinta nombrosos paisatges, que es troben entre el més aconseguit de la seva obra.

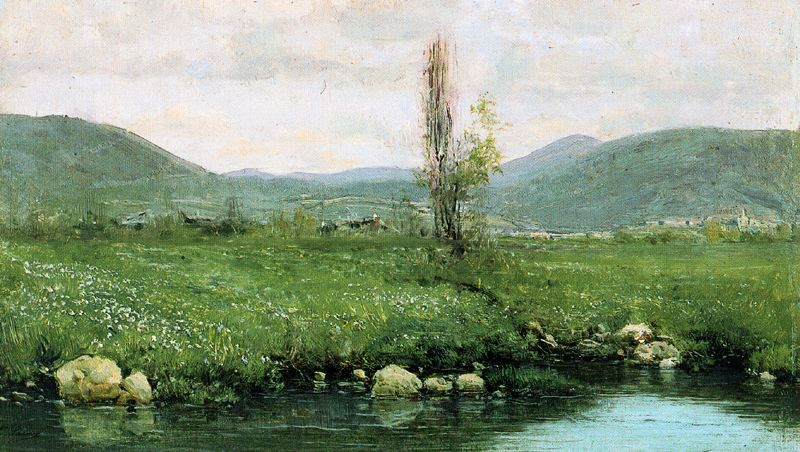
Vista de la vega de Matamorosa, 1879

Va tornar a Madrid en 1885, instal·lant-se en casa de la seva germana Luisa i després al barri de Malasaña. En aquesta etapa de constants recaigudes i recuperacions, compartint la caritat d'amics pintors com Eduardo Pelayo o Vicente Cutanda, va pintar i va malvendre bona part de les seves obres, i encara va participar en l'exposició de la recentment creada Associació d'Escriptors i Artistes Espanyols (AEAE) amb bones crítiques.
El 21 de febrer de 1890 va ingressar en el sanatori psiquiàtric del doctor José María Esquerdo, a Carabanchel. La Diputació Provincial li va concedir una pensió que va servir per abonar l'estada al sanatori. Aquest mateix any va aconseguir un nou premi a l'Exposició Nacional de 1890.
Va morir a conseqüència de la infecció de la cama esquerra i va ser enterrat al cementiri de Carabanchel. El 1922, les seves restes es van traslladar a Reinosa, on es troben enterrats sota una escultura realitzada per Victorio Macho.
Entre d'altres homenatges, té dedicat un carrer a Santander (inaugurat el 1900; 43° 27′ 52″ N, 3° 47′ 48″ O / 43.4644748°N,3.7966534°O), a Torrelavega (inaugurat el 1903, 43° 21′ 13″ N, 4° 02′ 41″ O / 43.3535914°N,4.0448234°O)), i a Reinosa (42° 59′ 43″ N, 4° 08′ 23″ O / 42.9952349°N,4.1397617°O), i porta el seu nom el Col·legi Públic de Matamorosa (42° 59′ 05″ N, 4° 08′ 53″ O / 42.9848103°N,4.1480127°O).

## Obra
- El descans, estudi d'un pintor. Què pensarà?. Medalla de Tercera Classe en l'Exposició Nacional de 1876. El quadre reprodueix un racó de l'estudi de Palmaroli, amb una model i un pintor (el jove pintor cubà Eduardo Pelayo).
- Vistes d'un jardí, Medalla de Segona Classe en l'Exposició Nacional de 1881, pintat al jardí del Barri de Pozas.

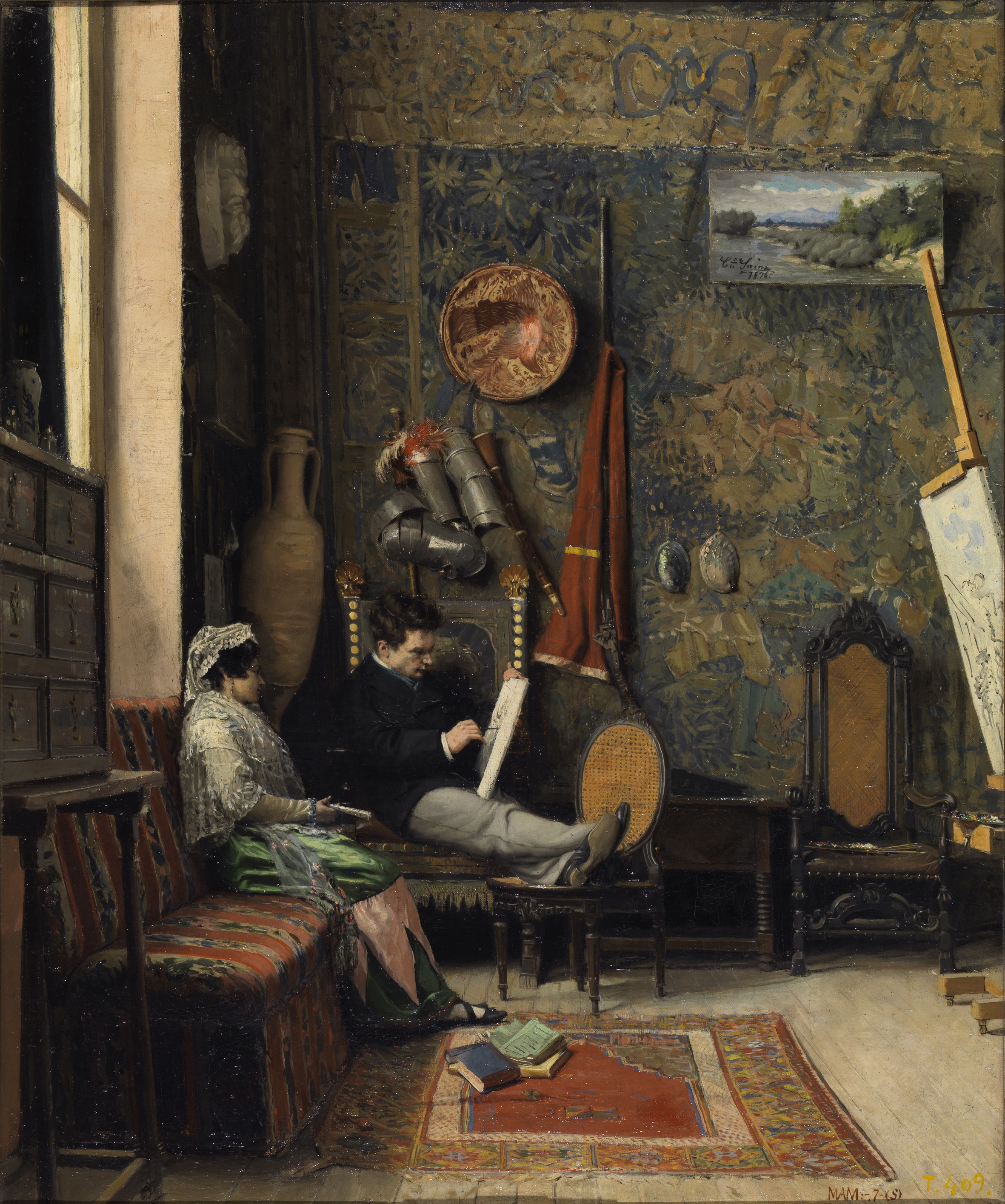
El descans, estudi d'un pintor. Què pensarà?, 1876
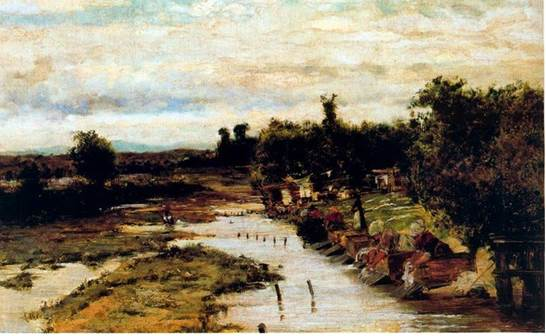
Rentadores al Manzanares, 1877
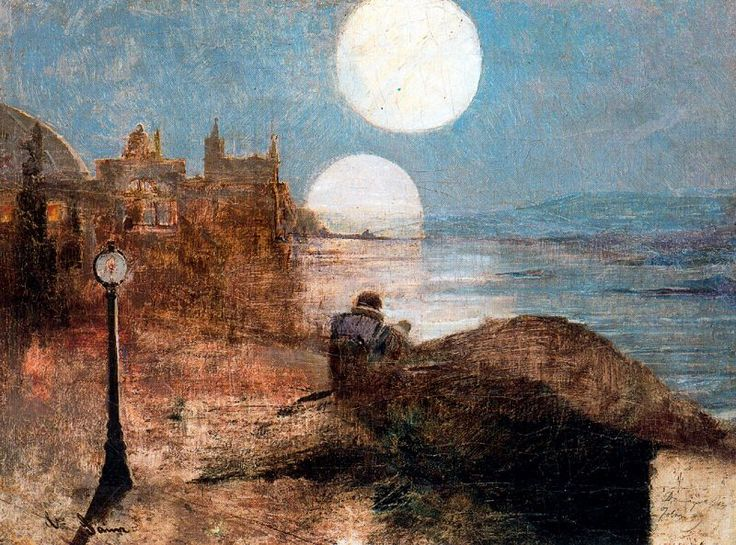
Doble Lluna, 1880
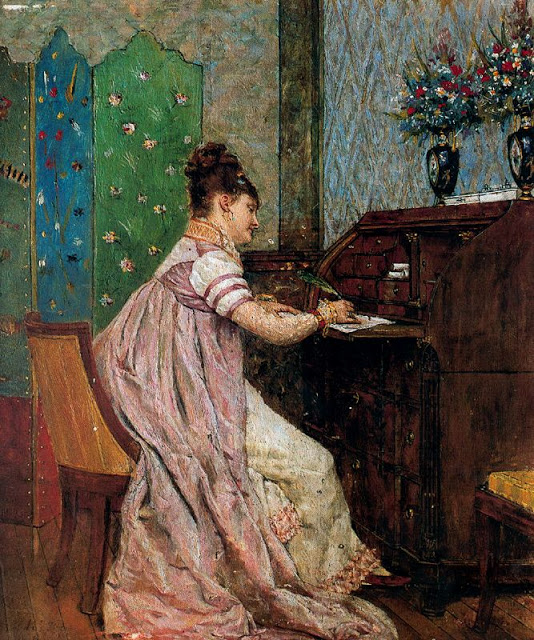
Dona en un escriptori, 1898
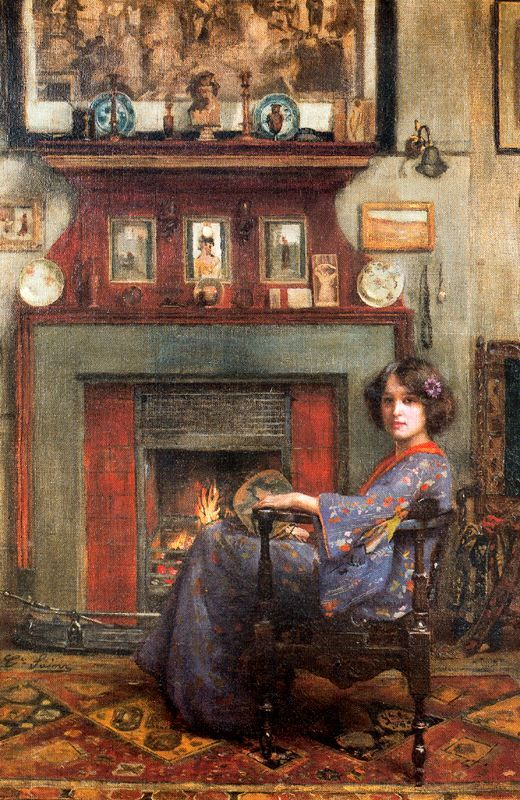
A la xemeneia, 1898

Durant les seves estades a Campoo va pintar molts paisatges de l'entorn campurrià, entre els quals cal citar: Un ramat, Rodalies d'un Monestir (es refereix al Reial Santuari de Montesclaros), El guardià de la casa (1883), Col·legiata de Cervatos, Paisatge campurrià, Vista de la vega de Matamorosa (1879), Processó de Montesclaros.
El més destacat de tots i, possiblement, la seva obra més famosa, és El naixement de l'Ebre, que va obtenir Segona Medalla en l'Exposició Nacional de 1890. Sobre el mateix tema va pintar Fonts de l'Ebre, presentada a l'Exposició Nacional de Belles Arts de 1892 .

## Notes

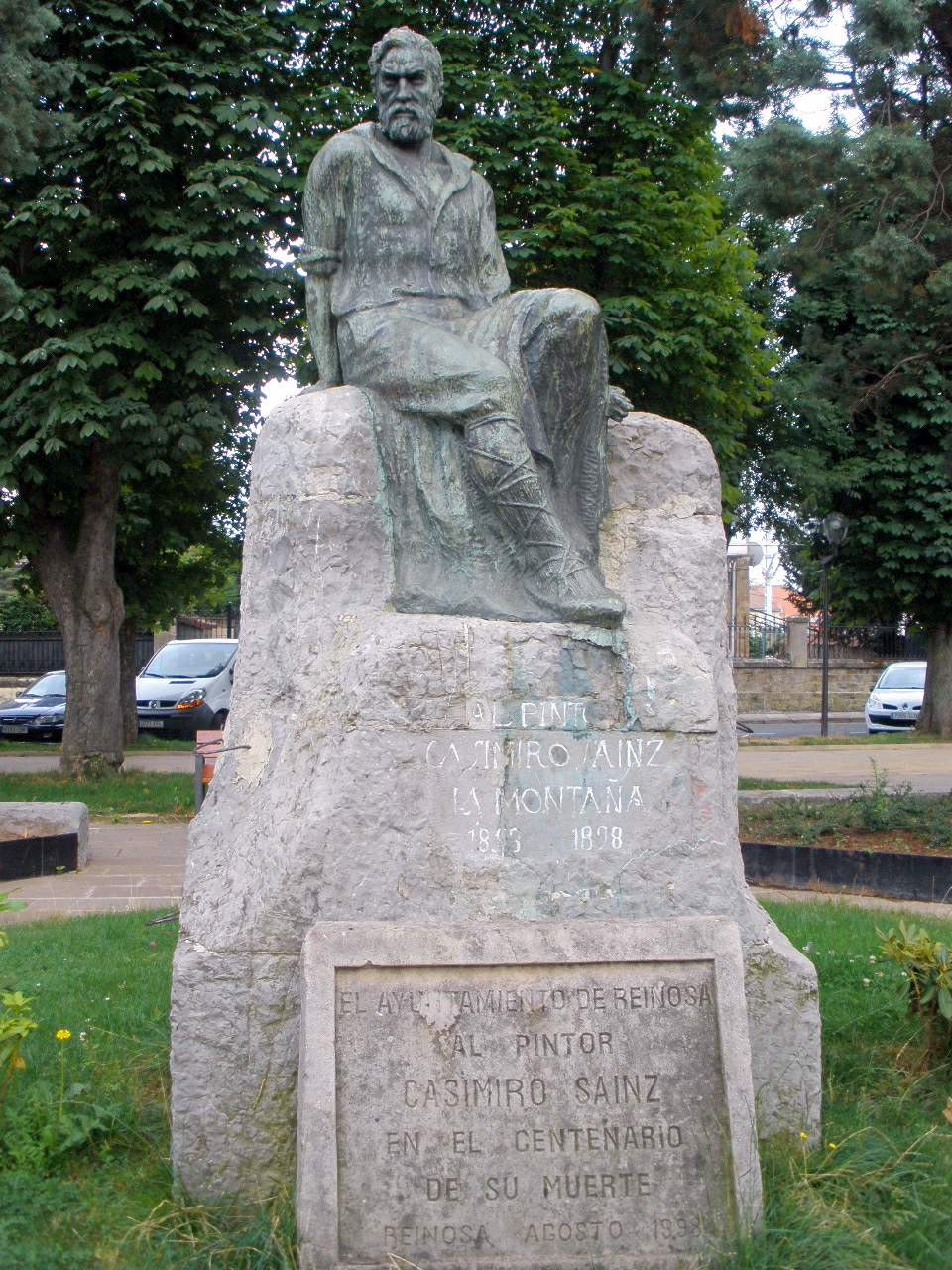
Monument a Casimiro Sainz a Reinosa